# Dasypus septemcinctus
La armadillo de siete bandas (Dasypus septemcinctus) es una especie del género Dasypus, el cual incluye a mamíferos cingulados de la familia Dasypodidae, los que son conocidos con el nombre de mulitas o armadillos.  

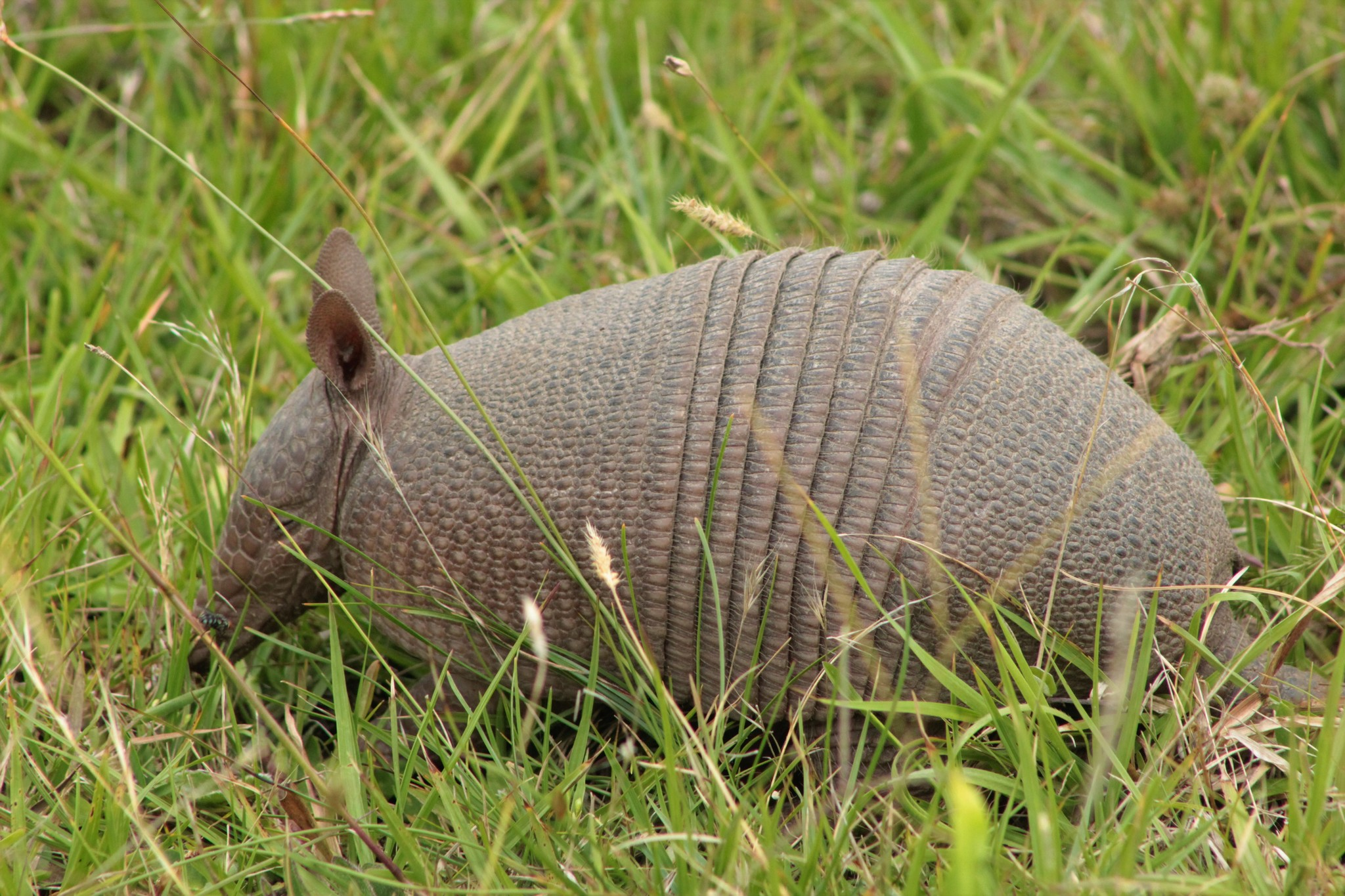
Un ejemplar en un jardín.

## Distribución y hábitat
Habita en el este del Brasil, el este de Bolivia, todo el Paraguay, y el norte de la Argentina, en donde su exacta distribución no es bien conocida debido a la semejanza morfológica con Dasypus hybridus. Cuenta con registros en las provincias de: Jujuy, Salta, Formosa, Chaco, Corrientes, y Misiones.
La especie también fue referida como habitando en el pasado mucho más al sur, al ser citada en varias ocasiones para sitios arqueológicos hasta el centro-sur del interior de la Provincia de Buenos Aires.

## Hábitat y costumbres
Esta especie es terrestre y fosorial, refugiándose en madrigueras que exacavan con sus garras. Habita principalmente en sabanas, aunque en el sudeste de Brasil vive mayormente en selvas en galería. Se adapta a hábitat secundarios y a la perturbación humana en general.
Su dieta es oportunista; se compone principalmente de invertebrados, aunque también comen pequeños vertebrados, vegetales, y hasta carroña. 

## Características
Es de cuerpo largo, deprimido, una cara obtusamente puntiaguda, orejas largas y puntiagudas, y patas cortas. El caparazón consta de dos placas inmóviles, separadas por siete bandas móviles, que están conectadas entre sí por un pliegue sin pelo de la piel. El caparazón es mayormente lampiño y oscuro, y con las escamas del borde anterior de las bandas móviles no muy diferentes en el color del resto del dorso. Escudos laterales tienen el centro de color rosa-oscuro apenas diferenciables del resto del caparazón, pero nunca tan notablemente claros como en el armadillo de nueve bandas (D. novemcinctus). Los escudos de las bandas móviles son de forma triangular, pero los de las placas principales son redondeados. El número de escamas presentes en la 4ª banda móvil varía de 44 a 52, con una media de 48,4.

## Reproducción
Las hembras dan a luz en número de 7 a 9 crías, las que son, además del mismo sexo, genéticamente idénticas.